# 特倫特伍茲 (北卡羅萊納州)
特倫特伍茲（英語：Trent Woods）是一個位於美國北卡羅萊納州克雷文縣的城鎮。

## 人口
根據2020年美國人口普查的數據，特倫特伍茲的面積為9.21平方千米，當中陸地面積為7.70平方千米，而水域面積為1.51平方千米。當地共有人口4074人，而人口密度為每平方千米442人。